# Непал на летних Паралимпийских играх 2024
Непал на летних Паралимпийских играх 2024, прошедших в Париже с 28 августа по 8 сентября 2024 года, был представлен 3 спортсменами в 2 видах спорта — плавании и тхэквондо.
30 августа Палеша Говердхан завоевала бронзовую медаль в тхэквондо, которая стала первой медалью Паралимпийских игр в истории Непала.

## Медали
| Бронза |                  |                               |            |
| №      | Спортсмены       | Вид спорта (дисциплина)       | Дата       |
| 1      | Палеша Говердхан | Тхэквондо (женщины, до 57 кг) | 30 августа |

## Результаты

### Плавание
| Спортсмен          | Дисциплина                        | Квалификация | Квалификация | Финал     | Финал     |
| Спортсмен          | Дисциплина                        | Время        | Место        | Время     | Место     |
| ------------------ | --------------------------------- | ------------ | ------------ | --------- | --------- |
| Бхим Бахадур Кумал | Мужчины, 100 м вольным стилем, S9 | 35.08        | 19           | не прошёл | не прошёл |

### Тхэквондо
| Спортсмен           | Дисциплина        | 1/8 финала                              | Утешительный четвертьфинал                  | Утешительный полуфинал             | Матч за 3-е место                | Место |
| Спортсмен           | Дисциплина        | Соперник Результат                      | Соперник Результат                          | Соперник Результат                 | Соперник Результат               | Место |
| ------------------- | ----------------- | --------------------------------------- | ------------------------------------------- | ---------------------------------- | -------------------------------- | ----- |
| Бхарат Сингх Махата | Мужчины, до 58 кг | Мицуя Танака (Япония) Поражение 3-19    | не прошёл                                   | не прошёл                          | не прошёл                        | 9     |
| Палеша Говердхан    | Женщины, до 57 кг | Валерия Моралес (Венесуэла) Победа 31-0 | Силвана Фернандеш (Бразилия) Поражение 8-10 | Софи Каверзан (Франция) Победа 2-1 | Мария Мичев (Сербия) Победа 15-8 | 3     |